# أندريا مارتي
أندريا مارتي (بالإسبانية: Andrea Martí)‏ هي رسامة وممثلة مكسيكية، ولدت في 31 أغسطس 1987 في مدينة مكسيكو في المكسيك.

## وصلات خارجية
- أندريا مارتي على موقع IMDb (الإنجليزية)